# Romolo Carboni
Romolo Carboni (Fano, provincia de Pesaro y Urbino, 9 de mayo de 1911-ibídem, 2 de septiembre de 1999) fue un sacerdote, diplomático y arzobispo católico italiano.

## Biografía
Romolo Carboni nació el 9 de mayo de 1911 en Fano (Italia). Después de terminar sus estudios en el seminario regional de su ciudad natal fue ordenado sacerdote el 31 de marzo de 1934.
Ingresó en el servicio diplomático de la Santa Sede el 15 de septiembre de 1937, asistiendo a los cursos de preparación de la carrera en la Pontificia Academia Eclesiástica. Sus primeros destinos fueron Haití, Estados Unidos y Roma, de 1945 a 1953.
El 28 de septiembre de 1953, el papa Pío XII le nombró arzobispo titular de Sidón y delegado apostólico en Australia, Nueva Zelanda y Oceanía. Recibió la consagración episcopal el 25 de octubre de 1953 de manos del cardenal Pietro Fumasoni Biondi. En 1961, se publicó en inglés una colección de discursos que pronunció mientras ocupaba este cargo con el título An Apostolic Delegate Speaks, con una sobrecubierta que decía: «An alert, progressive Catholic archbishop speaks his mind» (Un arzobispo católico despierto y progresista dice lo que piensa). Era un orador enérgico y hablaba inglés con fluidez. En Australia fue un defensor muy público de las organizaciones políticas católicas laicas, una postura a la que se oponían los obispos australianos. Un estudio dibuja una imagen negativa del estatus de Carboni: «No está claro que Carboni estuviera bien considerado en el Vaticano..... Parece que la aparente autopromoción de Carboni molestó a algunos de sus colegas clérigos.... Carboni no gozaba de gran prestigio en Roma». Finalmente, el Vaticano rechazó su posición.
El 2 de septiembre de 1959, el Papa Juan XXIII le nombró Nuncio Apostólico en Perú. Su apoyo a los conservadores políticos y eclesiásticos resultó controvertido.
El 23 de abril de 1969, el Papa Pablo VI le nombró Nuncio Apostólico en Italia.
Se retiró con el nombramiento de su sucesor, Luigi Poggi, el 19 de abril de 1986.
Por nominación del papa Juan Pablo II, tal como se determina en la Constitución Apostólica Ut sit del 28 de noviembre de 1982, se le encomendó el proceso de transformación del Opus Dei en Prelatura de carácter personal y ámbito internacional, lo que realizó el 19 de marzo de 1983.El 19 de abril de 1986, por razones de edad, Carboni dejó su cargo en la nunciatura apostólica convirtiéndose en emérito.
Falleció el 2 de septiembre de 1999 en Fano, su ciudad natal.